# Tiger Menja Zebra
Tiger Menja Zebra és un grup de música català, sorgit després de la dissolució de la banda catalana Camping, Josep Arnán, (aka DJ Dražen Petrović), D.A.R.A.L. i Eduard Novoa reapareixen com a Tiger Menja Zebra inventant un so que juga amb l'experimentació abstracta, els sons orgànics enverinats per una electrònica agressiva i una fosca i electritzant tensió rítmica que pot evocar tant una catarsi de La Fura dels Baus com l'èxtasi positndustrial de l'electronic body music dels vuitanta.
El grup crea el seu propi estatut d’ autonomia amb 10 regles molt clares per la concepciódels temes de la banda que mantenen fins a dia d'avui a la composició dels temes dels seu sàlbums. I ho fan des d'un plantejament kamikaze, fregant el caos, produint una sensació de vertigen en tot aquell oïdor que s'atreveixi amb la seva proposta. Aquí només hi ha lloc per a la provocació i la cruesa, a través d'embogits ritmes i amenaçadores melodies en les quals vibrants i, en ocasions, nauseabundes visions apocalíptiques es donen la mà amb el tipus de guspires poètiques.
ESTATUT D’ AUTONOMIA de  TIGER MENJA ZEBRA
1. Tots els temes es faran pensant en un projecte concret i sota una idea o concepte, i no de manera aïllada.2
2. Cap tema ha de tenir una semblança o referència clara a alguna cosa que haguem fet prèviament a nivell de melodía, ritme o armonía. Si algú detecta algo reconeixible ho ha de dir i caldrà ser modificat.3.
3. Si a algú no li agrada algún tema o part d'ell i no es sent còmode interpretant-ho ha de ser sincer i dir-ho als altres per canviar-ho.
4. Els temes han de ser físics, viscerals i tensos. No explicatius, descriptius o decoratius.
5. Les lletres/veus  han de ser curtes i/o repetitives en referència al motiu o concepte del tema (més o menys processades) i en relació al concepte global del projecte.
6. No hi ha límits de producció  a nivell d'instrumentació o procés d'efectes a.l’hora de compondre i grabar.
7. Abans de començar un projecte, definir els instruments o elements que es faran servir per interpretar els temes en directe.
8. A l’hora de fer la tria de temes finals que formaran part del projecte, tindran més valoració les idees més locas i atrevides per davant de les més standards.
9. La provocació es el primer concepte a pensar al començar a crear un tema nou.
10. Hem d’anar cap als extrems sense por.

També fixen unes regles molt específiques. Els temes es tocaran en directe en el mateix ordre que en l’ àlbum, de manera seguida, com si es tractés d’un espectacle contemporani, d’ un projecte amb inici i final. Els temes es tocaran en directe fins que surti un nou àlbum. A partir d’aquest moment, els temes anteriors ja no es tornaran a tocar mai més en directe per garantir la contemporaneïtat del projecte. Si no els has vist en el moment, ja no ho podràs fer mai més. Per assegurar que això és així, s’esborraran tots els samplers i dades sonores del projecte anterior com si d'un ritual es tractés.
Si amb “Com començar una guerra” (2012, Music or Nothing) Tiger Menja Zebra van convidar a la provocació, la intimidació i la fúria sense prejudicis, en “Super Ego” (2014, Music or Nothing) els guanyadors mostraven prepotència, superba i súper menyspreu cap als altres, orgullosos de si mateixos i de trepitjar als perdedors. Un temps després arriba “Anarquia i mal de cap” (2017, Hidden Track), on tot ordre s'esvaeix de nou per preparar una futura guerra. Servilisme desgastat, decepció, ràbia que condueix al desordre, vía de no tornada.
Amb aquest tercer treball Tiger Menja Zebra tanquen la autoproclamada “ Trilogía de l’ Autodestrucció de l’ésser humà” segons la seva particular visió.
“Admirables”( Dog from hell 2024) es el derrer trebañ de la banda. Tiger menja zebra ha dedicat aquesta nova producció a 8 persones de diferents àmbits de la cultura que admiren i que els han influenciat al llarg de les seves vides. Desde el respecte i l’ amor. Els escollits han estat Michel Cloup, Miguel Noguera, Eric Cantonà, Mimi Parker, Victor Nubla, Pepe Rubianes, La estrella de David i Kim Gordon. A l'àlbum hi ha col·laboracions d’ alguns artistes als quals Tiger Menja zebra ha dedicat els temes com la Estrella de David, Michel Cloup (que interpreta el seu “anti-portrait”) i Miguel Noguera.
Enregistrat entre Març i Desembre del 2023 als estudis Factory X per Rubén Moreno.
DJ Dražen Petrović forma part del duet d’ electrònica NZ9, Tavo García és cantant i baterista del grup INERT i ha col·laborat en diversos projectes com Adela valeriana i Natalio Ruiz, Pablo García és membre de la banda Natalio Ruiz i també col·labora amb Catástrofe club als teclats i electrònica, i D.A.R.A.L ha produït dos àlbums amb el seu projecte homònim.